# Detroit (2017)
Detroit ist ein historisches Filmdrama von Kathryn Bigelow. Der Film beschreibt die Ereignisse nach einer Polizeirazzia in Detroit im Jahr 1967, in deren Folge es zu einem der größten Bürgeraufstände in der Geschichte der USA kam. Der Film kam am 28. Juli 2017 in ausgewählte US-amerikanische Kinos und startete dort am 4. August 2017 landesweit.

## Handlung
Detroit im Jahr 1967. Der Sommer in der US-amerikanischen Stadt ist von ausufernden Aufständen der Zivilbevölkerung gekennzeichnet. Nach einer Polizeirazzia kommt es zum gewaltsamen Widerstand und zu einem der größten Bürgeraufstände in der Geschichte der USA. Auch der afroamerikanische Wachmann Melvin Dismukes war an der Razzia beteiligt. Ungewollt werden auch die Musiker der Soulband The Dramatics in die Proteste hineingezogen, während sie sich in der Musikhalle auf einen Auftritt vorbereiten, der allerdings abgesagt werden muss. Nur mit Mühe kann sich Sänger Larry Reed samt Kumpel Fred in das Algier Motel retten, doch als ein Gast mit einer Schreckschuss-Pistole hantiert, stürmt die Polizei das Gebäude, angeführt von dem aggressiven Weißen Philip Krauss. In Folge der Stürmung des Gebäudes in der 12th Street kommen drei afroamerikanische Männer ums Leben und sieben weitere schwarze Männer und zwei weiße Frauen werden durch brutale Schläge schwer verletzt. Dismukes findet sich inmitten eines Straßenkrieges wieder.

## Filmanalyse

### Historischer Hintergrund

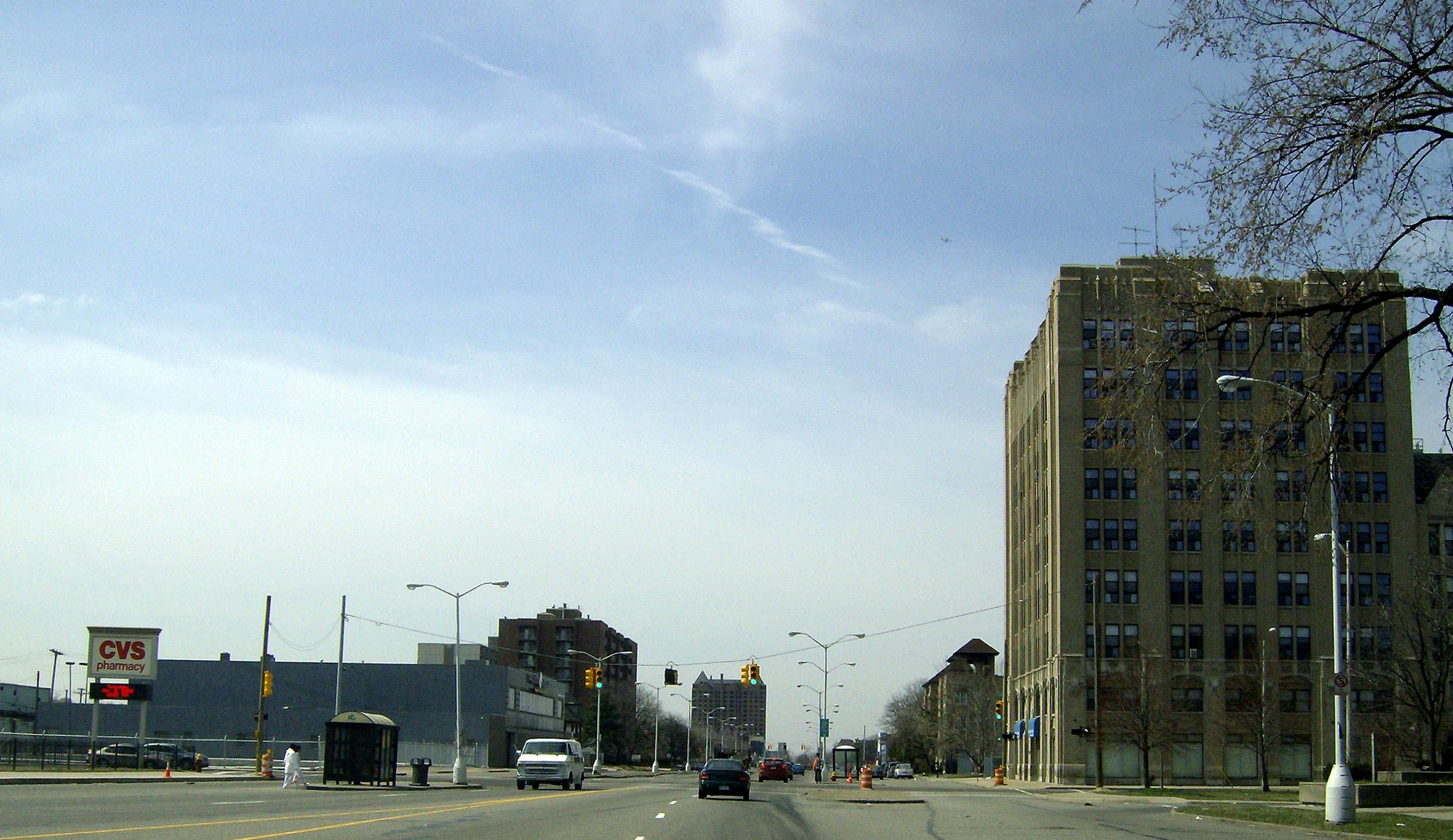
Im Jahr 1967 wurden im Rahmen von Rassenunruhen viele Gebäude in Detroit zerstört. Heute erinnert, wie hier am West Grand Boulevard der 12th Street, nur wenig daran

Detroit war eine Modellstadt, in der ab 1966 versucht wurde, die nachlassende Wirtschaft wiederzubeleben. Dennoch war der Arbeitsmarkt von Rassismus geprägt. Die Rassenunruhen in Detroit, die dort am 23. Juli 1967 durch eine Polizeirazzia in einer Bar ohne Ausschankgenehmigung, ein sogenanntes Blind Pig, ausgelöst wurden, gingen mit mehr als 40 Todesopfern, 1.189 Verletzten und über 7.000 Verhaftungen als die zweitbrutalsten Unruhen der USA in die Geschichte ein. Die fünf Tage dauernde Gewaltwelle wurde insbesondere durch die Reaktion von Gouverneur und US-Regierung befeuert.
Die unmittelbare Ursache für den Aufruhr war eine Polizei-Razzia in einem After-Hour-Club in einer überwiegend von Schwarzen bevölkerten Gegend an der Ecke der 12th und Clairmount Street, in dem eine Willkommensparty für zwei afroamerikanische Vietnamkrieg-Veteranen gefeiert wurde. Die Bewohner der Straße hatten aus Protest Steine und Flaschen nach den Polizisten geworfen, woraufhin sich diese zurückzogen. Man hoffte, dass sich der wütende Mob wieder beruhigen und von den Straßen verschwinden würde. Als der Kongressabgeordnete John Conyers und der stellvertretende Public Schools Superintendent von Detroit, Arthur Johnson, in die 12th Street gesandt wurden, um die Massen zu beruhigen, gelang diesen kein versöhnliches Gespräch, woraufhin sie den Ort/Krisenherd wieder verließen.
Panzer rollten in diesen Tagen durch die Straßen. Durch die Aufstände waren 683 Gebäude in der Stadt beschädigt oder zerstört worden. Die Aufstände trieben in dieser Zeit die Black-Power-Bewegung voran. 50 Jahre später ist Detroit noch immer von den Aufständen geprägt.

### Realität versus Fiktion
Der Film verdichtet Fakten und Fiktion dieses 50 Jahre alten Zwischenfalls und ist als zeitgeschichtlicher Thriller über Rassismus inszeniert, so Andreas Borcholte von Spiegel Online. Es werde dem Zuschauer zunächst schwer gemacht, ins Geschehen einzudringen, mit hektischen Schnitten, die News-Authentizität vermitteln sollten, so Borcholte weiter. Vielfach dramatisiert der Film die Geschehnisse, die meisten Gesprächsinhalte und Figuren haben jedoch reale Vorbilder. Für den im Film gezeigten jungen schwarzen Mann, der durch einen Schuss in den Rücken getötet wird, nachdem er beim Plündern einer Schaufensterauslage erwischt worden ist, gibt es eine reale Entsprechung. Die Figur des Polizisten Krauss ist zumindest teilweise von dem damals 24-jährigen Officer David Senak inspiriert, der in die Ereignisse involviert war.
In einem Interview mit Variety sagte der echte Melvin Dismukes über jene Nacht: „Ich habe nur gehofft, die Situation zu beruhigen, die sich in der Lobby abspielte. Ich wollte den Menschen helfen, am Leben zu bleiben, also tat ich mein Bestes, um das zu tun, von dem ich dachte, dass es sie beschützen würde.“ Weiter meinte Dismukes, der Film zeige die Geschehnisse zu 99,5 Prozent genau. Im Abspann des Films wird eingeräumt, dass sich objektiv nicht mehr restlos rekonstruieren lasse, was in dieser Nacht tatsächlich geschehen sei.

## Produktion

### Stab und Besetzung
Regie führte die zweifache Oscar-Preisträgerin Kathryn Bigelow. Diese war 2010 für ihren Film The Hurt Locker als erste Frau mit einem Oscar für die beste Regie ausgezeichnet worden. Wie schon Bigelows letzter Spielfilm Zero Dark Thirty wurde Detroit von der Produktionsfirma Annapurna produziert. Das Drehbuch stammt von Mark Boal. Dieser schrieb in Vulture, dass er bei seinem Drehbuch von The Algiers Motel Incident von John Hersey inspiriert wurde, ein seinen Aussagen nach umfangreiches, wenn auch unvollständiges Buch, das erstmals weniger als ein Jahr nach den Ereignissen veröffentlicht wurde.
John Boyega spielt in einer zentralen Rolle den afroamerikanischen Mitarbeiter eines Sicherheitsdienstes, der während der Razzia im Motel anwesend ist. Schauspieler und Musiker Algee Smith spielt in einer weiteren Hauptrolle Larry Reed, ein Mitglied der Band The Dramatics. Der US-amerikanische R&B-Sänger und Songwriter Miguel Pimentel ist in der Rolle von Malcolm zu sehen. Jacob Latimore spielt in der Rolle von Fred Temple einen afroamerikanischen Gast des Motels, der bei seiner Tötung 18 Jahre alt war. Der im Alter von 19 Jahren gestorbene Aubrey Pollard wird von Nathan Davis Jr. gespielt, und Austin Hébert übernahm die Rolle von Warrant Officer Thomas. Anthony Mackie und Jason Mitchell sind als weitere Gäste des Motels in Nebenrollen besetzt. Die weißen Frauen als Motelgäste geben Kaitlyn Dever und Hannah Murray. Die Officers Philip Krauss, Flynn und Demens, die weißen Polizisten, die die brutale Razzia durchführen, werden von Will Poulter, Ben O’Toole und Jack Reynor gespielt. Als Auerbach, ihr Anwalt im folgenden Prozess, ist John Krasinski zu sehen.

### Dreharbeiten und Filmschnitt
Die Dreharbeiten fanden in Lynn, Lawrence, Brockton und Dorchester, Boston in Massachusetts statt. Eine Szene wurde in der Detroit Police Station in der 10th Precinct gedreht. Als Kameramann fungierte Barry Ackroyd, der diese Funktion bei The Hurt Locker innehatte und zuletzt als Kameramann bei Captain Phillips und Jason Bourne von Paul Greengrass tätig war. Visuell folgt der Film einem Konzept, das mit nervöser Handkamera, schnellen Schnitten sowie dokumentarischen Aufnahmen das Chaos dieser gewalttätigen Proteste wie eine Kriegsreportage wirken lässt, so Dieter Osswald von der Augsburger Allgemeinen: „Voll auf cineastisches Adrenalin setzt die Filmemacherin bei der Inszenierung der Razzia, bei der sich die ohnmächtigen Opfer einer brutalen Machtdemonstration ausgeliefert sehen.“

### Filmmusik
Die Filmmusik komponierte James Newton Howard. Der Soundtrack umfasst 14 Titel, hat eine Gesamtlaufzeit von 49:54 min, wurde am 28. Juli 2017 von Motown Records als Download veröffentlicht und enthält unter anderem auch den im Film zu hörenden Song It Ain’t Fair von The Roots und Bilal. Ebenfalls auf dem Soundtrack enthalten ist der von Algee Smith geschriebene und gemeinsam mit dem Lead-Sänger Larry Reed der Soulband The Dramatics gesungene Song Grow, der die Straßenkämpfe in Detroit 50 Jahre zuvor aus nächster Nähe miterlebte und der von dem Schauspieler und Musiker im Film gespielt wird. Dieser wurde Anfang August 2017 in Form eines Musikvideos veröffentlicht. Auf dem Soundtrack enthalten sind auch zwei Originalsongs der Dramatics. Die Tracks Algiers Motel und Lighting The Fuse stammen von Michael Abels.

### Marketing und Veröffentlichung
Im April 2017 wurde ein erster Trailer zum Film vorgestellt.
Die internationalen Vertriebsrechte für Kinoaufführungen liegen bei Annapurna Pictures. Am 18. Juli 2017, fast genau 50 Jahre nach dem Ende der realen Ereignisse, feierte der Film im Fox Theatre in Detroit seine Weltpremiere. Der Film kam am 28. Juli 2017 in ausgewählte US-amerikanische Kinos und startete dort am 4. August 2017 landesweit. Im Oktober und November 2017 wurde der Film im Rahmen des offiziellen Wettbewerbs beim Festa del Cinema di Roma gezeigt. Ein Kinostart in Deutschland erfolgte am 23. November 2017.

## Rezeption

### Altersfreigabe
In den USA erhielt der Film von der MPAA wegen heftiger Gewaltszenen ein R-Rating, was einer Freigabe ab 17 Jahren entspricht. In Deutschland ist der Film FSK 12. In der Freigabebegründung heißt es: „Der Film ist von einer angespannten und gewalttätigen Atmosphäre geprägt. Immer wieder kommt es zu massiven Bedrohungen, Psychofolter (z. B. Scheinhinrichtungen) und körperlicher Gewalt. Kinder und Jugendliche ab 12 Jahren sind auf Grund ihres psychosozialen Entwicklungsstands in der Lage, die Gewalt im Kontext der sozialkritischen Geschichte zu sehen und sie entsprechend zu verarbeiten. Auch wird die Gewalt nicht reißerisch ausgespielt und in keiner Weise verherrlicht; sie geht immer von den negativen Figuren aus.“

### Kritiken

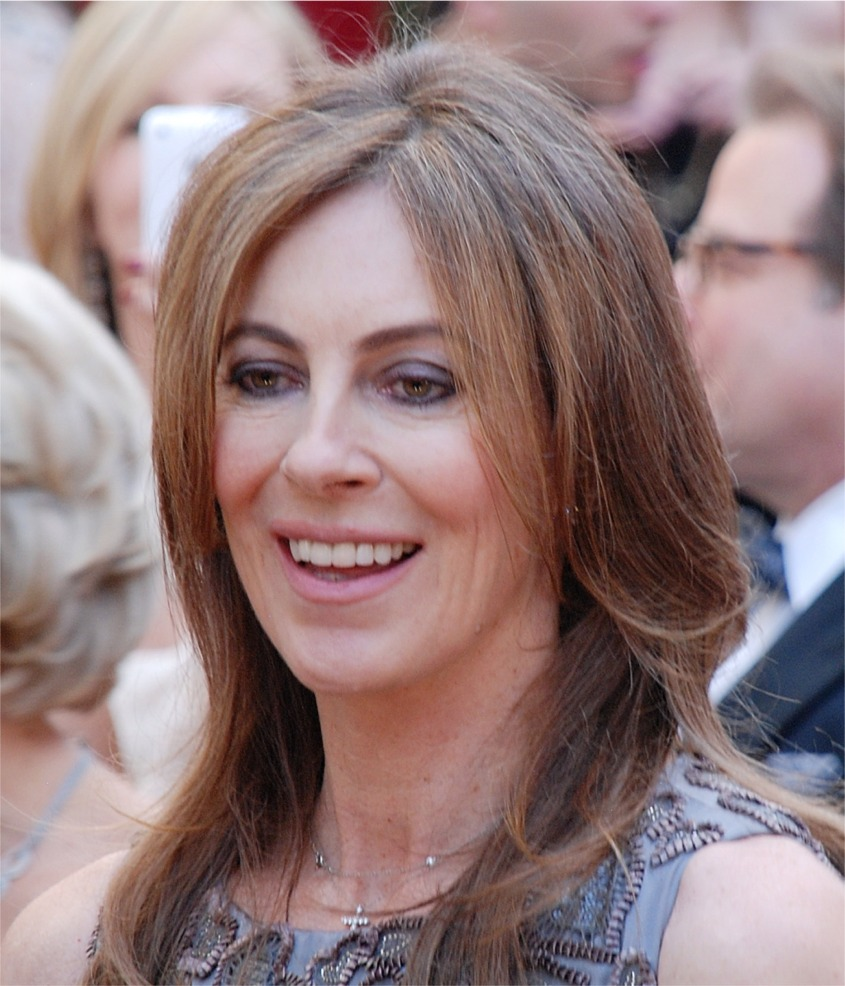
Kathryn Bigelow führte bei dem Film Regie

Der Film konnte bislang 82 Prozent der Kritiker bei Rotten Tomatoes überzeugen und erhielt hierbei eine durchschnittliche Bewertung von 7,6 der möglichen 10 Punkte.
Todd McCarthy von The Hollywood Reporter meint, auch wenn es in historischer Hinsicht fraglich sei, ob eine Darstellung der weißen Behördenmitarbeiter von Detroit als die bösen Jungs korrekt sei, vermittle der Film dennoch gut in der nötigen Knappheit die Komplexität der damaligen Geschehnisse und erzähle die Geschichte ohne Katharsis. Regisseurin Kathryn Bigelow und ihr Kameramann Barry Ackroyd fingen die anfängliche Straßengewalt fast wie zufällig geschehen in abrupten und wackeligen Aufnahmen ein, als seien sie von einem Dokumentarfilmer gemacht worden, der sich, ohne es zu ahnen, inmitten dieser Ereignisse wiedergefunden habe, bei denen Schaufenster zu Bruch gingen, Geschäfte geplündert würden und Schüsse unbekannter Herkunft durch die Dunkelheit hallten.
Patrick Seyboth von epd Film meint, Gut und Böse seien im Film nur auf den ersten Blick säuberlich sortiert, denn ganz so einfach mache Bigelow es sich und uns glücklicherweise nicht: „Neben der handwerklichen Brillanz, mit der sie eine halb dokumentarische Rekonstruktion in großes Spannungskino verwandelt, sticht der Wille zur Differenzierung heraus, der Blick für moralische Grauzonen im kammerspielhaften Setting des Motels. So vehement die Anklage gegen den tief im System verwurzelten Rassismus ausfällt, so ambivalent sind einzelne Charaktere und Verhaltensweisen gezeichnet.“ Seyboth sagt weiter, der Film berücksichtige so stets die Dynamik von Provokation und Reaktion, die unselige Macht des Korpsgeists und die Folgen falsch verstandener Kompromissbereitschaft.
Owen Gleiberman von Variety spricht von einem gleichermaßen intensiven wie zeitlosen Filmdrama. Bigelow arbeite mit betont kurzen Szenen und vermische diese gelegentlich mit altem Nachrichtenmaterial, was in Verbindung mit der Ausstattung des Films von Jeremy Hindle und den Aufnahmen des Kameramanns geeignet sei, das Detroit zur Zeit der Tumulte neu auferstehen zu lassen, so Gleiberman. Den dortigen Ausbruch der Gewalt inszeniere die Regisseurin als ohne Vorwarnung und scheinbar ohne rationale Rechtfertigung geschehen, so Gleiberman.
Andreas Borcholte von Spiegel Online nennt Detroit den Film zur Black-Lives-Matter-Debatte und resümiert: „Detroit ist ein roher, zutiefst packender Film, vielleicht einer der wichtigsten des Jahres. Er blickt furchtlos auf ein unbewältigtes Problem der US-Gesellschaft: den institutionellen Rassismus der Staatsmacht.“

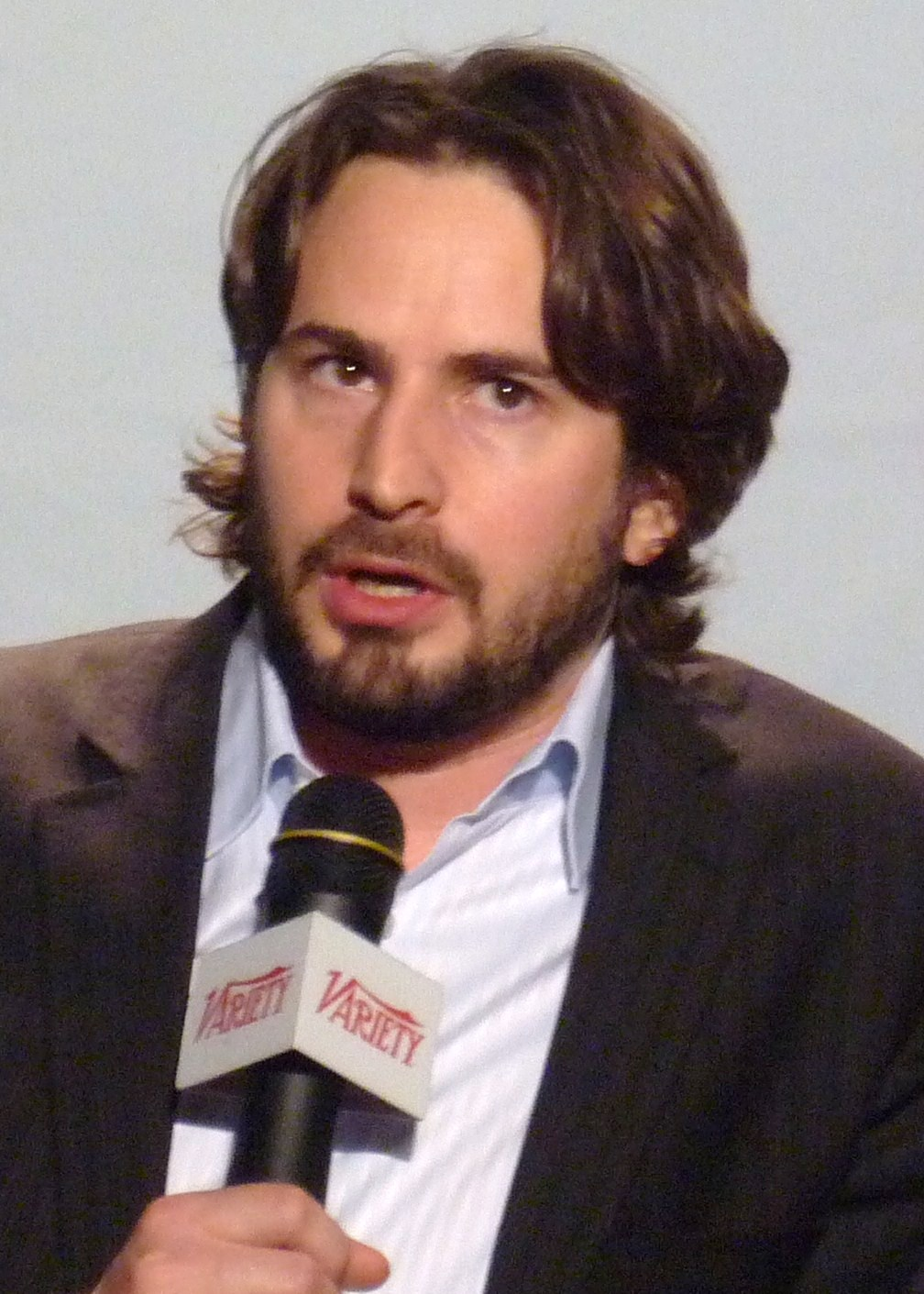
Mark Boal schrieb das Drehbuch zum Film

Christian Alt von BR Kultur meint, ein perfekter Film sei Detroit zwar nicht, dafür aber ein interessanter: „Gerade durch die Unwucht, durch die fast einstündige Szene in der Mitte gewinnt der Film an Kraft. Und wahrscheinlich hätte auch nur Kathryn Bigelow diese Szene inszenieren können, die beste Action-Regisseurin Hollywoods.“ Hier sitze jeder Handgriff, jeder Schnitt und jeder Schuss, so Alt weiter, und diese Unwucht mache aus einem konventionellen Historien-Drama einen Horrorfilm, den man so schnell nicht aus dem Kopf bekomme.
In einer Kritik des Musikmagazins Rolling Stone ist zu lesen, als Zuschauer werde man in das unübersichtliche Inferno hineingeworfen: „Mit wackeliger Handkamera und einer aus Sirenen und Gebrüll bestehenden Geräuschkulisse erzeugt Bigelow hier eine immersive Atmosphäre, in der es keine Distanz zum Geschehen gibt.“ Die Kritik resümiert, Detroit sei ein wütender und zugleich humanistischer Film, der die individuellen Verwüstungen zeige, die struktureller Rassismus anrichte.
Dieter Oßwald von der Augsburger Allgemeinen erklärt, Drehbuchautor Mark Boal, der wie Bigelow für Tödliches Kommando – The Hurt Locker einen Oscar erhielt, erzähle dieses reale Drama in Form eines atmosphärisch dichten Thrillers nach und nehme sich dabei durchaus künstlerische Freiheiten. Osswald resümiert: „Ein wütender, wichtiger und emotional packender Film zur richtigen Zeit.“
In der Jurybegründung der Deutschen Film- und Medienbewertung, die den Film mit dem Prädikat Besonders wertvoll versehen hat, ist zu lesen: „Bigelow erzählt diese Geschichte zugleich spannend und hoch komplex. Es gelingt ihr, durch ihre realistische, sehr authentisch wirkende Inszenierung die Geschichte intensiv lebendig werden zu lassen.“
Tim Grierson und Will Leitch von The New Republic brachten den Film frühzeitig als möglichen Oscar-Kandidaten in der Hauptkategorie Bester Film ins Gespräch, aber auch John Boyega als Besten Hauptdarsteller.
Bob Chipman von Geek wird bei Rotten Tomatoes folgendermaßen zitiert: „Der Erzählung fehlt die Dimension und die Einsicht, um die ansonsten dünn skizzierten Charaktere zu mehr zu machen als die Figuren in einer gut gemeinten Foltershow, die erstellt wurde, um düstere Empörung zu erzeugen, und nicht viel anderes.“

### Einspielergebnis
In den USA, wo der Film am 28. Juli 2017 in 20 ausgewählten Kinos gestartet war und ab 4. August 2017 landesweit gezeigt wurde, konnte Detroit bislang fast 16,8 Millionen US-Dollar einspielen, weltweit waren es 23,3 Millionen US-Dollar.

### Auszeichnungen
Am 18. Dezember 2017 gab die Academy of Motion Picture Arts and Sciences bekannt, dass sich der Song It Ain’t Fair in einer Vorauswahl von 70 Liedern befindet, aus der die Nominierungen in der Kategorie Bester Filmsong im Rahmen der Oscarverleihung 2018 bestimmt werden. Im Folgenden eine Auswahl von Nominierungen und Auszeichnungen im Rahmen bekannter Filmpreise.
African-American Film Critics Association Awards 2017
- Auszeichnung für das Beste Ensemble
- Auszeichnung als Bester Song (The Roots feat. Bilal für It Ain’t Fair)
- Platz 5 der Top 10 Films[44]

Black Entertainment Television Awards 2018
- Nominierung als Bester Film[45]

Artios Awards 2018
- Nominierung in der Kategorie Big Budget – Drama[46]

Los Angeles Online Film Critics Society Awards 2018
- Nominierung für die Beste Regisseurin (Kathryn Bigelow)[47]

NAACP Image Awards 2018
- Nominierung als Bester Film
- Auszeichnung als Bester Independent-Film
- Nominierung für das Beste Drehbuch (Mark Boal)
- Nominierung als Bester Hauptdarsteller (Algee Smith)[48][49]

Satellite Awards 2017
- Nominierung als Bester Filmsong (It Ain’t Fair)[50]

## Synchronisation
Die deutsche Synchronisation entstand nach einem Dialogbuch und der Dialogregie von Christoph Cierpka im Auftrag der Berliner Synchron GmbH Wenzel Lüdecke.
| Darsteller           | Synchronsprecher     | Rolle                 |
| -------------------- | -------------------- | --------------------- |
| Gbenga Akinnagbe     | Martin Kautz         | Aub Pollard           |
| Nathan Davis Jr.     | Rahul Chakraborty    | Aubrey                |
| John Krasinski       | Till Endemann        | Auerbach              |
| Jason Mitchell       | Milton Welsh         | Carl Cooper           |
| Jonny P.             | Julien Haggége       | Club-Ansager          |
| Laz Alonso           | Markus Pfeiffer      | Conyers               |
| Leon Thomas III      | Jeremias Koschorz    | Darryl                |
| Jack Reynor          | Tobias Nath          | Demens                |
| Dennis Staroselsky   | Karlo Hackenberger   | Detective Jones       |
| Darren Goldstein     | Christoph Banken     | Detective Tanchuk     |
| Chris Coy            | Dejan Bućin          | Detective Thomas      |
| Glenn Fitzgerald     | Marcus Off           | Detective Anderson    |
| John Boyega          | Stefan Günther       | Dismukes              |
| Karen Pittman        | Marion Musiol        | Dismukes’ Mutter      |
| Jennifer Ehle        | Ulrike Stürzbecher   | Doktorin              |
| Ato Blankson-Wood    | Nick Forsberg        | Eddie                 |
| Ben O’Toole          | Fabian Oscar Wien    | Flynn                 |
| Jacob Latimore       | Steven Sowah         | Fred                  |
| Anthony Mackie       | Jan-David Rönfeldt   | Greene                |
| Ephraim Sykes        | Sebastian Kluckert   | Jimmy                 |
| Hannah Murray        | Alice Bauer          | Julie                 |
| Kaitlyn Dever        | Sarah Alles          | Karen                 |
| Will Poulter         | Patrick Roche        | Philip Krauss         |
| Jeremy Strong        | Rainer Fritzsche     | Lang                  |
| Algee Smith          | Tino Mewes           | Larry Reed            |
| Peyton Smith         | Marios Gavrilis      | Lee                   |
| Tyler James Williams | Julius Jellinek      | Leon                  |
| Morgan Rae           | Nadja Schönfeldt     | Linda Tucker          |
| Lizan Mitchell       | Margot Rothweiler    | Ma Pollard            |
| Malcolm David Kelley | Jacob Weigert        | Michael               |
| Joseph David-Jones   | Asad Schwarz         | Morris                |
| Bennett Deady        | Florian Clyde        | Officer Bill          |
| David A. Flannery    | Filipe Pirl          | Officer David         |
| Chris Chalk          | Matthias Deutelmoser | Officer Frank         |
| Eddie Troy           | Michael Deffert      | Officer Paul          |
| Austin Hébert        | Nicolas Böll         | Officer Roberts       |
| Mason Alban          | Armin Schlagwein     | Polizist James        |
| Frank Wood           | Frank Muth           | Richter Demascio      |
| Kris Sidberry        | Katharina Spiering   | Roberta Pollard       |
| Ricardo Pitts-Wiley  | Ralf David           | Spencer               |
| Bates Wilder         | Stephan Rabow        | State Police Sergeant |
| Devin Clark          | Marco Eßer           | Straßenjunge          |
| Amari Cheatom        | Nico Sablik          | Undercover Cop        |
| Samira Wiley         | Ana Purwa            | Vanessa               |